# Oswiu
Oswiu (auch Osuiu; Oswio; Osweo; Oswi; Ossu; Osguid; * um 612; † 15. Februar 670) war von 642 bis 670 König des angelsächsischen Königreiches Bernicia. Von 651 bis zu seinem Tod war er Oberkönig Deiras. Auch in Mercia konnte er sich von 655 bis 658 als Herrscher durchsetzen. Im Eintrag des Jahres 827 (829) des A-Manuskripts der Angelsächsischen Chronik, der wiederum auf Angaben in Bedas Historia ecclesiastica gentis Anglorum beruht, wird er als siebter Bretwalda bezeichnet.

## Leben

### Familie
Oswiu war der Sohn von König Æthelfrith aus der Königsdynastie von Bernicia. Æthelfrith bekräftigte seinen Herrschaftsanspruch auf Deira durch die Heirat mit Acha aus dem deirischen Königshaus, die vermutlich Oswius Mutter wurde.
Oswiu war dreimal verheiratet. Seine erste Frau oder Konkubine während seines Exils (616–634) war Fina, die Tochter des Iren Colman Rimid. Aus dieser nach Beda illegitimen Beziehung ging der Sohn Aldfrith (auch Fland Fina oder Flann Fina mac Ossu) hervor. Eine zweite Ehe ging er wohl zwischen 634 und 643 mit Rhianmellt aus Rheged, einer Tochter des Royth, ein. Seine Kinder Ealhfrith und Ealhflæd scheinen aus einer der beiden ersten Ehen zu entstammen, da Ealhflæd bereits um das Jahr 653 mit Peada, dem König der Mittelangeln, verheiratet wurde, und Ealhfrith sicherlich erwachsen war, als er 655 Unterkönig in Deira wurde. Da sie, im Gegensatz zu Aldfrith, nicht als illegitim bezeichnet wurden, werden sie oftmals als Kinder Oswius mit Rhianmellt angesehen. Schließlich heiratete er um 643 seine Cousine Eanflæd mit der er mehrere Kinder hatte: Den Sohn Ecgfrith (* um 645), die Töchter Ælfflæd (* um 654, Äbtissin von Whitby) und Osthryth und vermutlich auch seinen Sohn Ælfwine (* um 661).

### Jugend und Exil in Schottland

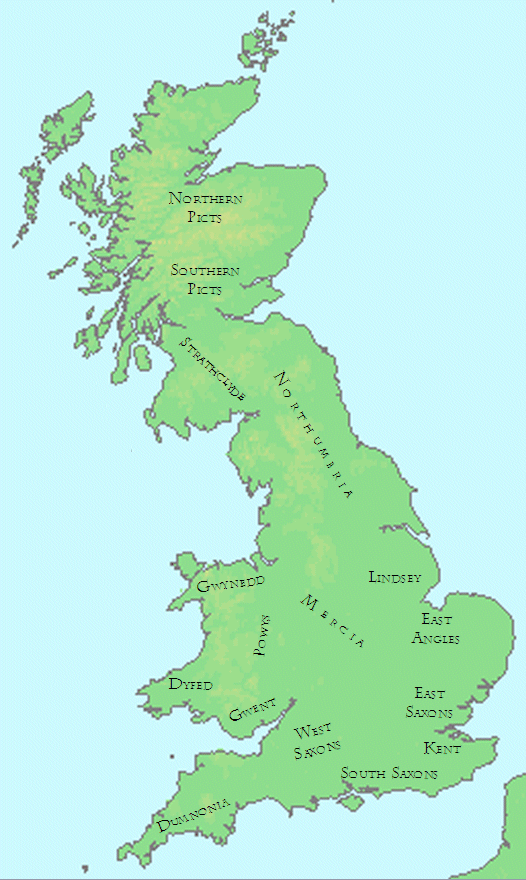
Königreiche und Herrschaften im Britannien des 7. Jahrhunderts

Um 616 gelang dem Thronerben von Deira, Edwin, den Æthelfrith ins Exil getrieben hatte, mit Hilfe von König Rædwald von East Anglia die Eroberung Northumbrias durch die Schlacht am Fluss Idle, in der Æthelfrith ums Leben kam. Nunmehr schickte Edwin seinerseits die Söhne Æthelfriths als Thronrivalen ins Exil. Oswald, Oswiu, Æbbe und möglicherweise weitere Geschwister gingen zu König Eochaid Bude (608–629) ins irisch-schottische Reich Dalriada. Sein Halbbruder Eanfrith zog mit anderen Geschwistern zu den Pikten. Oswiu pflegt bis zu seinem Tod enge Kontakte mit den nördlichen Nachbarn. Während ihres Exils nahmen Oswald und vermutlich auch seine Brüder an Feldzügen Dalriadas in Irland teil. Oswius Sohn Aldfrith, der von 685 bis 705 König von Northumbria war, entstammte der Ehe mit Fina, einer Tochter des Colman Rimid aus der irischen Dynastie der Uí Néill. Beda bezeichnet ihn als illegitimen Nachkommen.
Im Jahr 633 verbündeten sich die Könige Cadwallon ap Cadfan von Gwynedd und Penda von Mercia und rebellierten gegen König Edwin von Northumbria. Gemeinsam vernichteten sie das northumbrische Heer am 12. Oktober 633 in der Schlacht von Hatfield Chase bei Doncaster. Edwin fiel im Kampf. Unmittelbare Folge der Niederlage war die erneute Teilung Northumbrias: Während sich im südlichen Deira Osric halten konnte, fiel das nördliche Bernicia an Eanfrith, den aus dem Exil zurückgekehrten Halbbruder Oswalds, und damit an die dortige alte Dynastie zurück. Beide Könige fielen innerhalb eines Jahres im Kampf gegen Cadwallon, der plündernd durch Northumbria zog.

### Rückkehr
Noch im Jahr 634 kehrte Oswald, vermutlich mit seinem Bruder Oswiu, aus dem Exil zurück und besiegte Cadwallon in der Schlacht von Heavenfield bei Hexham. Der Sieg wurde vom zahlenmäßig unterlegenen christlichen Heer Oswalds als Gottesurteil angesehen. Cadwallon kam in der Schlacht ums Leben. Wahrscheinlich war es dieser Sieg, der zumindest im Norden Englands zu seiner Anerkennung als Bretwalda führte. Möglicherweise wurde er bei der Machtübernahme von Domnall Brecc, dem König der Pikten, und Gartnait mac Uuid, dem Herrscher von Gwynedd, unterstützt. Oswald sicherte sich auch den Thron von Deira und trieb dessen Thronerben Oswine nach Wessex ins Exil. Damit waren die beiden Reiche Bernicia und Deira – er stammte von beiden Königshäusern ab – wieder zu Northumbria vereinigt.

### Herrschaft

#### Thronfolge
Im Jahr 642 griff Oswald Penda von Mercia, der mit dem britischen Königreich Powys verbündet war, an. Er fiel am 5. August in der Schlacht von Maserfield (wohl bei Oswestry), in der Nähe der walisischen Grenze. Unmittelbare Folge der Niederlage war die erneute Teilung von Northumbria: Im nördlichen Bernicia trat Oswalds Bruder Oswiu die Thronfolge an, während im südlichen Deira mit Oswine, einem Sohn von Oswalds Vorgänger Osric, die dortige alte Dynastie noch einmal auf den Thron gelangte. Nach anderer Auffassung herrschte Oswiu zwischen 642 und 644 zunächst in Bernicia und Deira, wurde dann aber von Oswine aus Deira verdrängt. Andere Historiker ziehen diese Vorstellung zumindest in Betracht. Im Jahr 643 unternahm Oswiu einen Vorstoß nach Südosten und barg Oswalds sterbliche Reste: Den Kopf brachte er ins Kloster Lindisfarne, während Arme und Hände in der Hauptstadt Bamburgh beigesetzt wurden.

#### Einigung Northumbrias
Oswius Herrschaft war durch Angriffe Pendas, Oswines (642/643–651), seines Neffen Æthelwald (um 651–um 655) und seines Sohnes Ealhfrith (655–664) immer wieder bedroht. Oswiu, der mütterlicherseits wohl selbst dem deirischen Königshaus entstammte, bestritt Oswines Herrschaftsansprüche auf Deira. Um seine Ansprüche zu stärken, heiratete er um 643 seine Cousine Eanflæd, eine Tochter Edwins und Enkelin Ælles. Die Rivalität zwischen Oswiu und Oswine verstärkte sich noch, als Oswine versuchte, den northumbrischen Bischof Aidan auf seine Seite zu ziehen. Auch militärisch rüstete Oswine auf.
651 brach der Konflikt mit Oswine offen aus. Oswiu überfiel Deira. Bei Uilfarasdun standen sich die Heere gegenüber als Oswine die feindliche Übermacht erkannte und sein Heer auflöste. Oswine suchte Zuflucht bei einem seiner Gefolgsleute in Ingethlingum (Gilling im Distrikt Ryedale). Doch der verriet ihn an Oswiu, der Oswine am 20. August 651 ermorden ließ. Dieser Frevel empörte das ganze Land und machte Oswine zum Märtyrer. Oswius Frau Eanflæd, eine Verwandte von Oswine, veranlasste ihn in Gilling ein Sühnekloster zu errichten, das bald zu einer bekannten Pilgerstätte wurde. Oswius ehrgeiziger Plan ging nicht auf, denn die Herrschaft über Deira ging zunächst an seinen Neffen Æthelwald (um 651–um 655), der zunächst wohl als sein Unterkönig regierte, sich aber bald, wahrscheinlich von Penda unterstützt, unabhängig machte.

#### Heiratspolitik
Die Rivalität zwischen Oswiu und Penda, die beide eine Hegemonie anstrebten, wuchs immer weiter an. Penda versuchte sich militärisch Geltung zu verschaffen, während Oswiu offenen Konflikten eher abgeneigt schien und einen subtileren Weg einschlug. Seine Probleme mit Mercia versuchte Oswiu durch Heiratspolitik zu lösen: Seinen Sohn Ealhfrith, den späteren Unterkönig in Deira (655–664), verheiratete er mit Cyneburg, der Tochter des Königs Penda von Mercia. Um das Jahr 653 verheiratete Oswiu seine Tochter Ealhflæd mit Peada, dem König der Mittelangeln und Sohn Pendas. Voraussetzung für die Ehe war Peadas Konversion zum Christentum. Auch Sigeberht II. von Essex wurde um 653 von Oswiu zum Christentum bekehrt und mit seinen Begleitern, wie zuvor schon Peada, durch Bischof Finan von Lindisfarne in Ad Murum (östlich von Hexham) getauft. Die Missionare Cedd, Adda, Betti und Diuma wurden den Königen zur Bekehrung ihrer Reiche mitgegeben.

#### Schlacht von Winwaed
Trotz der verwandtschaftlichen Verbindung durch die Heiratspolitik kam es zwischen Oswiu und Penda 655 zum Krieg: Penda und Æthelhere, der subregulus (Unterkönig) von East Anglia, fielen plündernd in Bernicia ein und drängten Oswiu zunächst bis nach Schottland zurück. Oswiu versprach hohe Tributzahlungen, wenn Penda das Land verlasse, doch jener lehnte ab. Oswiu und sein Sohn Ealhfrith stellten sich Penda mit deutlich geringeren Truppen entgegen. Auch Oswius Neffe Æthelwald (651–655) von Deira und der walisische König Cadfael ap Cynfeddw von Gwynedd waren Verbündete von Mercia, verließen aber das Heer offenbar vor der entscheidenden Schlacht von Winwaed bei Loidis (Leeds) am 15. November. In dieser Schlacht fielen sowohl Penda als auch Æthelhere. Vermutlich wollte Æthelwald durch dieses Manöver die Gunst Oswius zurückgewinnen, doch setzte dieser ihn offenbar ab. Æthelwald verschwand darauf aus den Quellen.
Oswius Sohn Ecgbert, der von Mercia als Geisel gehalten worden war, kam frei. Oswiu vereinigte Bernicia und Deira wieder zum Königreich Northumbria, indem Deira künftig nur noch ein Unterkönigreich darstellte, welches von seinem Sohn Ealhfrith als subregulus regiert wurde. Der nördliche Teil von Mercia fiel an Northumbria, während der südlich des Trent gelegene Teil an seinen Schwiegersohn Peada, der als subregulus Oswius herrschte, ging. Diuma wurde zum ersten Bischof der Mittelangeln und Mercias ernannt. Als Dank für diesen Sieg gab Oswiu seine einjährige Tochter Ælfflæd, die spätere Äbtissin von Whitby, als Nonne in das Kloster Heruteu (Hartlepool), mit dessen Äbtissin Hilda von Whitby er weitläufig verwandt bzw. verschwägert war. Das Kloster stattete er großzügig mit Ländereien aus.

#### Bretwalda

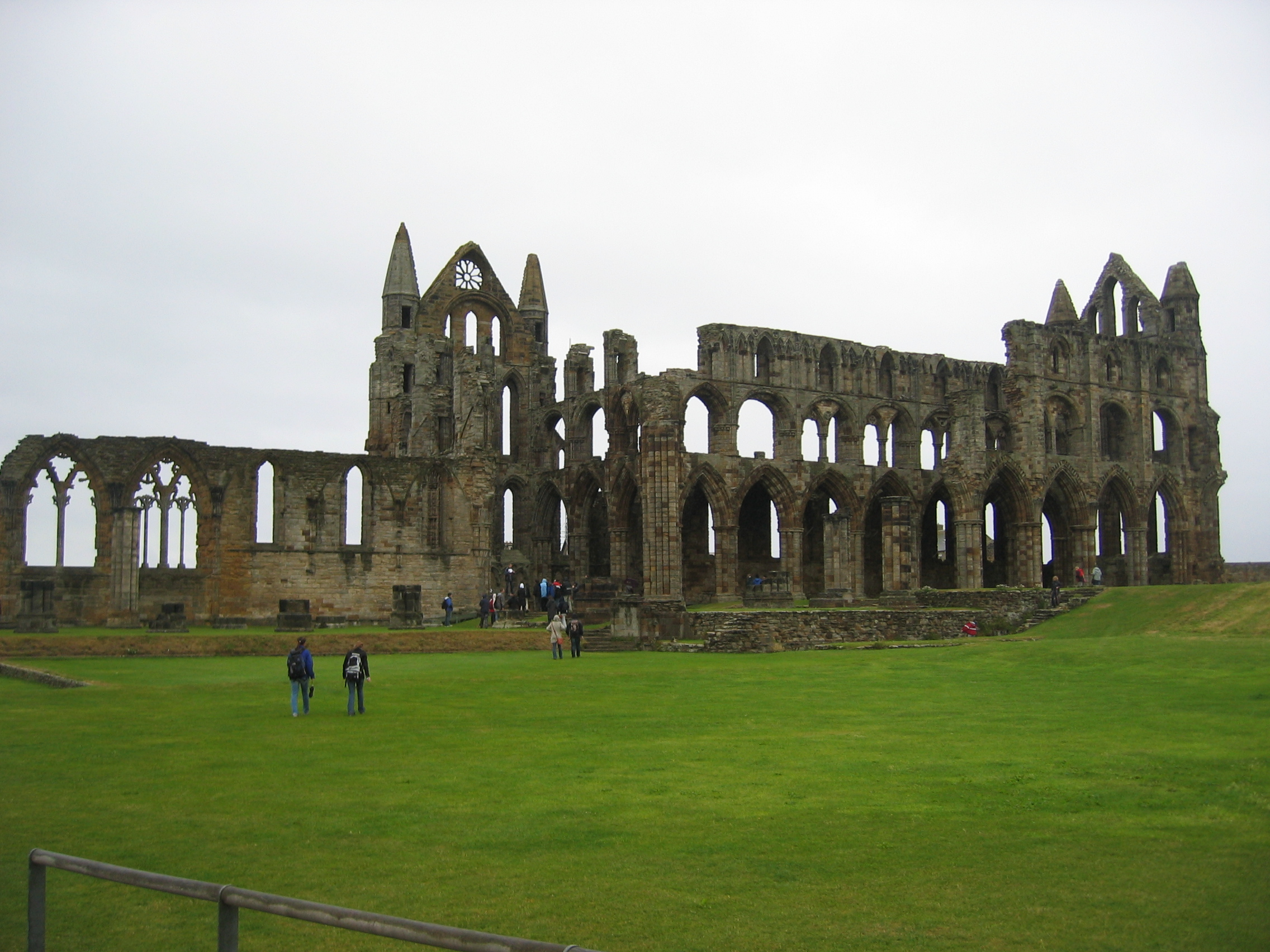
Ruine von Whitby Abbey

Beda beschreibt Oswiu in dieser Zeit als Herrscher über „alle südlichen Provinzen“. Auch Teile der Pikten und Skoten sollen Oswiu tributpflichtig gewesen sein. Es gibt keine Beweise für diesen überragenden Einfluss, doch stand Oswiu in den späten 650er Jahre offenbar auf dem Höhepunkt seiner Macht. Im Norden reichte sie sicherlich bis zum Firth of Forth. Er gründete um 657 das Kloster von Whitby Peada regierte nur wenige Monate und wurde zu Ostern 656 auf Betreiben seiner eigenen Königin ermordet. Daraufhin herrschte Oswiu selbst über Mercia, bis im Jahr 658 die mercischen Ealdormen Immin, Eafa und Eadberht gegen ihn revoltierten und mit Wulfhere den jüngsten Sohn Pendas zum König Mercias erhoben. 660 verheiratete Oswiu seinen Sohn Ecgfrith mit Æthelthryth, der Tochter des Königs Anna von East Anglia, so dass auch sein Einfluss im Südosten der Insel wuchs.
Oswiu stand in der iro-schottischen Tradition, während Ealhfrith und Eanflæd dem römisch-katholischen Ritus folgten, der vermutlich auch im Kloster Gilling beachtet wurde. Das führte nach dem Bericht Bedas angeblich sogar so weit, dass innerhalb des königlichen Haushalts Ostern zu unterschiedlichen Zeitpunkten gefeiert wurde. Um diesen Zustand zu beenden, berief Oswiu 664 die Synode von Whitby ein, die sich für den katholischen Ritus entschied. Die Anhänger der iro-schottischen Tradition gingen daraufhin nach Schottland. Der northumbrische Bischof Wilfrid konnte somit einen Sieg verzeichnen. Er verlegte seinen Bischofssitz von Lindisfarne nach York.
Ealhfrith (655–664), Oswius Sohn aus einer früheren Ehe, scheint versucht zu haben Deira von der Vorherrschaft Oswius zu lösen. Um 664 verschwand er aus den Quellen und Ecgfrith (664–670), wahrscheinlich ein Sohn Eanflæds, trat an dessen Stelle als Unterkönig in Deira. Oswiu und König Ecgberht von Kent wählten gemeinsam um 666 Wigheard als Nachfolger von Erzbischof Deusdedit von Canterbury aus und sandten ihn nach Rom. Dieser starb jedoch in Rom, bevor er von Papst Vitalian, mit dem Oswiu im Briefwechsel stand, ordiniert wurde.

#### Tod und Nachfolge
Oswiu starb am 15. Februar 670 an einer Krankheit und wurde in der St. Peter’s Church des Klosters Whitby Abbey bestattet, in das seine Witwe Eanflæd als Nonne eintrat. Sein Sohn Ecgfrith wurde Nachfolger als Oberkönig Northumbrias, während sein anderer Sohn Ælfwine als subregulus in Deira herrschte.